# باشگاه فوتبال اتلتیکو مورلیا
باشگاه اتلتیکو مورلیا یک باشگاه فوتبال مکزیکی مستقر در مورلیا، میچوآکان است. این باشگاه که در ۴ ژوئن ۱۹۵۰ تأسیس شد، در حال حاضر در لیگا ده اکسپانسیون مکزیک بازی می‌کند. این باشگاه بازی‌های خانگی خود را در ورزشگاه مورلوس انجام می‌دهد.
از سال ۱۹۸۱ تا ۲۰۲۰، این باشگاه در لیگ برتر فوتبال مکزیک بازی کرد و قهرمانی لیگ زمستانی ۲۰۰۰ را به دست آورد. در ۲ ژوئن ۲۰۲۰، رسماً اعلام شد که باشگاه به مزاتلان نقل مکان خواهد کرد. پس از این رویدادها، مزاتلان به عنوان یک تیم جدید در نظر گرفته می‌شود که در جایگاه مورلیا در لیگ مکزیک رقابت می‌کند.
مورلیا در فصل پایانی ۲۰۲۲ قهرمانی لیگا ده اکسپانسیون را به دست آورده است. این دومین عنوان باشگاهی در لیگ دسته دوم بود.

## افتخارات
- لیگ برتر: ۱ قهرمانی
- لیگا ده اکسپانسیون: ۲ قهرمانی
- جام حذفی مکزیک: ۱ قهرمانی
- سوپر جام مکزیک: ۱ قهرمانی
- سوپرلیگا آمریکای شمالی: ۱ قهرمانی
- جام قهرمانان کونکاکاف: ۲ نایب قهرمانی